# Run (film, 1991)
Pour les articles homonymes, voir Run.
Pour plus de détails, voir Fiche technique et Distribution.
Run est un film américano-canadien réalisé par Geoff Burrowes, sorti en 1991.

## Synopsis
À la suite de la mort totalement accidentelle du fils d'un malfrat local, un étudiant studieux et sans histoires se démène pour prouver son innocence.

## Fiche technique
- Titre : Run
- Réalisation : Geoff Burrowes
- Scénario : Dennis Shryack & Michael Blodgett
- Musique : Roger Charlery & Phil Marshall
- Photographie : Bruce Surtees
- Montage : Jack Hofstra (de)
- Production : Raymond Wagner
- Société de production : Hollywood Pictures
- Société de distribution : Buena Vista Pictures
- Pays :  États-Unis,  Canada
- Langue : Anglais
- Format : Couleur - Dolby - 35 mm - 1.85:1
- Genre : Action, Policier
- Budget : 16 000 000 $
- Box office : 4 000 000 $
- Durée : 91 min
- Date de sortie : 1er février 1991

## Distribution
- Patrick Dempsey : Charlie Farrow
- Kelly Preston : Karen Landers
- Ken Pogue : Matt Halloran
- James Kidnie : Sammy
- Sean McCann : Marv
- Michael MacRae : O'Rourke
- Tom McBeath : Smithy
- Marc Strange : Le chef Travers
- Christopher Lawford : Le lieutenant Martins
- A.C. Peterson : Denny Halloran
- William S. Taylor : Le sergent Halsey
- Jerry Wasserman : Le bras droit d'Halloran
- Peter Williams : Maurice
- Lochlyn Munro : Todd
- Mina E. Mina : Le propriétaire du garage